# Stanislav Preprek
Stanislav Preprek (Šid, 16. travnja 1900. – Petrovaradin, 13. veljače 1982.), hrvatski zborovođa, orguljaš, skladatelj, melograf, književnik, pedagog, knjižničar, pisao je novele i pjesme i publicistička djela, glazbene studije i kritike,  prevodio je arapske, kineske i njemačke pjesnike (s njemačkoga je preveo asirsko-babilonski ep "Gilgameš").

## Obrazovanje
Osnovnu školu završio je u Grabovcima u Srijemu, u Mitrovici nižu realnu gimnaziju, a u Petrinji je 1918. završio Učiteljsku školu u kojoj je od 1916. – 1918. glazbu privatno učio kod profesora glazbe i skladatelja Vladimira Stahuljaka. Kao učitelj je službovao u Novoj Kapeli, Petrovaradinu, te paraleleno bio orguljaš (crkva sv. Jurja u Petrovaradinu) i zborovođa (u hrvatskim pjevačkim društvima „Neven" u Petrovaradinu i „Zvonimir" u Srijemskim Karlovcima)

## Skladateljski rad
Svoju prvu skladbu za glas i klavir “Laku noć” skladao je s čestrnaest godina, a prva mu je tiskana skladba „O dođi, Tvorče" za mješoviti zbor, objavljena godine 1922. i to u glazbenom prilogu prvog broja zagrebačkog časopisa „Sv. Cecilija". Uz to, Preprek je jedan od prvih hrvatskih skladatelja koji je skladao gudačke kvarete (1923.g.) 
Značajnije su mu skladbe Kantata „Uskrsnuće" za soliste, mješoviti zbor i orgulje, Suita za orgulje,  Simfonija, četiri gudačka kvarteta, klavirske minijature, te ciklus samopjeva za glas i klavir „Proljetne vode".  
Objavio je dosta radova iz područja melografije.
Skladao je minijature prema svojim impresionističkim uzorima. Upoznavanjem rada Nove bečke škole, u skladbama mu se javlja ekspresionizam. Sve ovo ima veću težinu, znajući da je u glazbi velikim dijelom bio samouk.
Po njemu se danas zove hrvatsko umjetničko kulturno prosvjetno društvo u Novom Sadu, osnovano rane jeseni 2005.
Uglazbio je stihove himnu hrvatskom banu Josipu Jelačiću koje je napisao Đuro Arnold. Otkrio ih je Đuro Rajković tek 80-ak godina poslije.
Preprekov posljednji učenik i pomagač, prepisivač i suradnik te zakonskih nasljednik svih njegovih prava na njegova djela je Đuro Rajković. S Rajkovićem je surađivao još dok je bio članom petrovaradinske knjižnice 'Vladimir Nazor' koja je dok je Preprek 19 godina radio u njoj, bila žarištem kulturnog života Petrovaradina. Rajković i Preprek surađivali su na kulturnom, glazbenom te drugim poljima.

## Ostalo djelovanje
Bio je suorganizator i aktivni sudionik I. hrvatskog liturgijskog kongresa u gradu Hvaru 1936.g. Nakon rata djelovao je kao knjižničar petrovaradinske knjižnice i čitaonice „Vladimir Nazor".
Pisao je prozu, poeziju, bavio se slikarstvom. Prepjevao je s njemačkog jezika, znameniti sumersko-babilonski ep „Gilgameš". Pisao je novele i pjesme i postumno mu je objavljena knjiga sabranih pjesama „Pred tminama", Novi Sad, 2004. 
Prof. Đuro Rajković 2006. je objavio monografiju „Stanislav Preprek : život i djelo", u kojoj je prikazano Preprekovo glazbeno stvaralaštvo uz popis crkvenih, svjetovnih skladbi i harmonizacijâ, prijepisa, književnih ostvarenja. Isti je autor objavio knjigu „Prilozi za povijest knjižničarstva u Petrovaradinu" koja predstavlja svestranog Stanislava Prepreka kao zaslužnog knjižničara.

## Institucije
Hrvatsko kulturno prosvjetno društvo u Novom Sadu danas nosi Preprekovo ime, a ono je utemeljilo i književno-pjesničku manifestaciju pod nazivom „Preprekovo proljeće“.  Tijekom komunističkog se režima o Prepreku moglo čitati u časopisu za crkvenu glazbu „Sv. Cecilija".

## Djela
- glazbena (skladbe)
- simfonija
- djela za gudačke kvartete
- klavirska sonata
- suita za orgulje (prvi puta je u cijelosti izveo mr.Kornelije Vizin u Subotici 28.kolovoza 2011.g.)
- solo-pjesme
- klavirske minijature

- književna

- prijevodi
  - Gilgameš, ep, 1961.

## Vanjske poveznice
- Članak na NSK u Zagrebu  Arhivirana inačica izvorne stranice od 23. kolovoza 2007. (Wayback Machine)
- Klasje naših ravni  Arhivirana inačica izvorne stranice od 16. siječnja 2006. (Wayback Machine) Ciklus pjesama "Kao u snu"
- Klasje naših ravni  Arhivirana inačica izvorne stranice od 3. listopada 2006. (Wayback Machine) Božićne kolede iz Petrovaradina
- Knjiga Đure Rajkovića "Stanislav Preprek - život i djelo"